# Colonia Santa Rosa (Orán)
Colonia Santa Rosa is een plaats in het Argentijnse bestuurlijke gebied Orán in de provincie Salta. De plaats telt 16.328 inwoners.